# Getter Love!! Cho Renai Party Game
Getter Love!! Cho Renai Party Game (ゲッターラブ!!　ちょー恋愛パーティゲーム誕生) est un jeu vidéo party game sorti en 1998 sur Nintendo 64 uniquement au Japon. Le jeu a été développé et édité par Hudson Soft.